# CVSO 30
Désignations
CVSO 30 est un système planétaire constitué d'une étoile T Tauri autour de laquelle deux planètes auraient été détectées. Il est distant d'environ ∼ 1 140 a.l. (∼ 350 pc) de la Terre.